# Баштанник Григорій Семенович
Григорій Семенович Баштанник (1914, село Успенівка, тепер Федорівського району Кустанайської області, Казахстан — 7 травня 1993, село Криничне, Вільнянського району Запорізької області) — Герой Соціалістичної Праці (1966).

## Біографія
Походив з родини робітників. У 1933–1939 працював трактористом Запорізької машинно-тракторної станції в селі Михайлівка Вільнянського району.
1941–1945 — боєць Червоної Армії, воював на фронтах німецько-радянської війни.
Після закінчення війни 1945–1950 працював трактористом Запорізької машинно-тракторної станції в селі Матвіївка, потім трактористом у радгоспі Чапаївський село Михайлівка Вільнянського району.
У 1970 вийшов на пенсію.

## Нагороди
Нагороджений орденами Леніна, «Знак пошани» та медалями.